# Atherinomorus duodecimalis
Atherinomorus duodecimalis är en fiskart som först beskrevs av Valenciennes, 1835.  Atherinomorus duodecimalis ingår i släktet Atherinomorus och familjen silversidefiskar. Inga underarter finns listade.